# Zenith (urtillverkare)

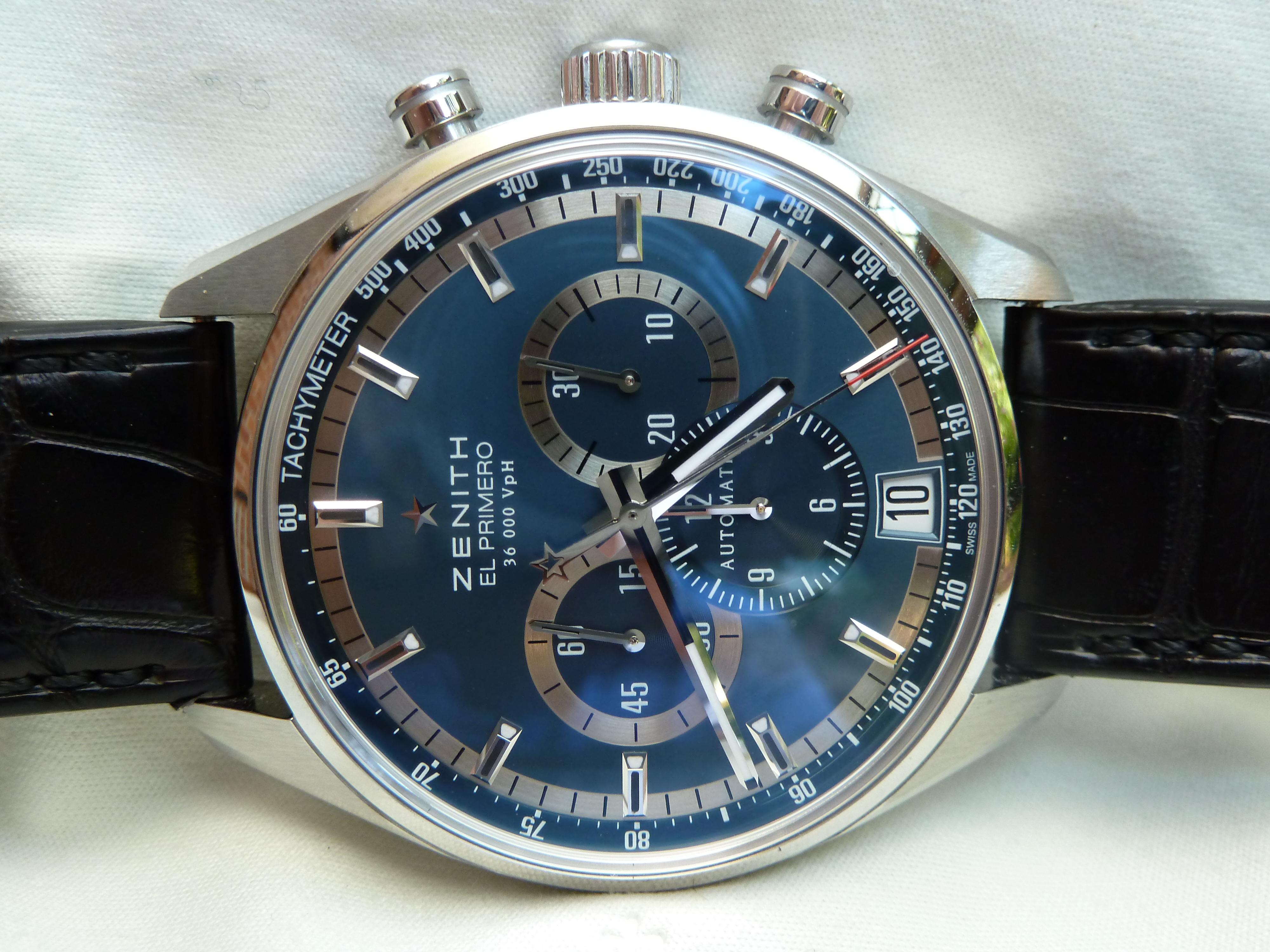
Kronograf

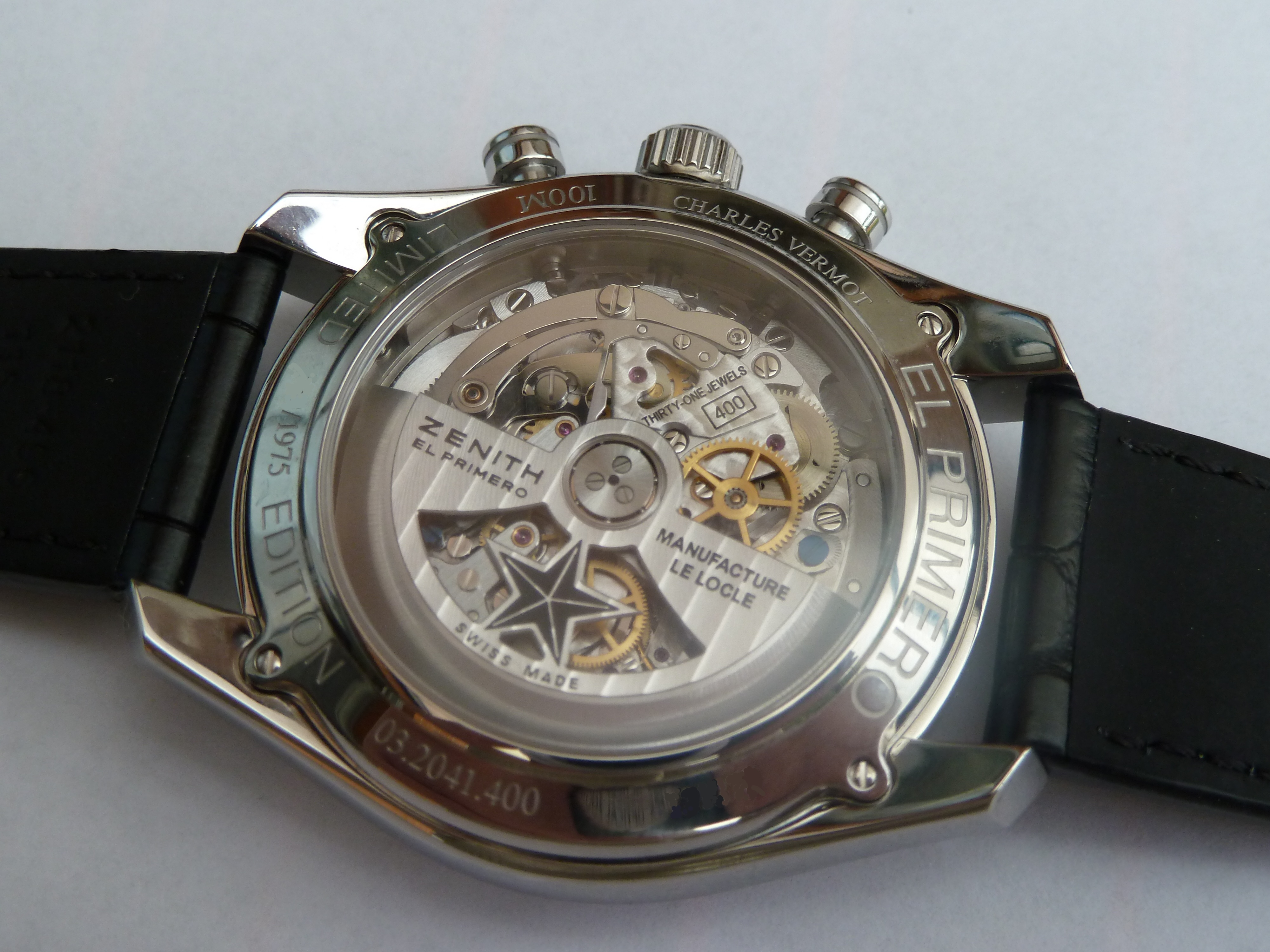
Kronograf, baksida med delar av verket synliga

Zenith är en schweizisk urtillverkare i Le Locle.
1865 öppnade den 22-årige Georges-Favre Jacot Fabrique des Billodes i Le Locle. I början tillverkades fickur men senare vidgades produktpaletten. Man strävade tidigt efter hög precision och vann flera priser i tävlingar som organiserades av observatoriet i Neuchâtel. Märket Zenith infördes 1911.
I januari 1969 presenterade Zenith det första automatiska kronografverket El Primero. Verket gör 10 halvsvängningar per sekund. Det produceras fortfarande och räknas till de allra bästa automatiska mekaniska kronografverken.
Under urkrisen på 1970-talet övertogs Zenith av det amerikanska Zenith Radio Company. Mekaniska urverk var "ute" och 1975 beslutade företagsledningen ställa in produktionen. Anställda lyckades dock gömma undan verktyg och ritningar för El Primero i företagets lokaler.
1978 köptes företaget av den schweiziska Dixi-gruppen som återupptog tillverkningen av mekaniska urverk. År 1984 återupplivades märket Zenith. 
Zenith hör sedan 1999 till den franska LVMH-gruppen.